# Enfants de la Lune (album)
Albums de Psy 4 de la rime
Block Party
(2002) Les Cités d'or
(2008)
Enfants de la Lune est le deuxième album du groupe marseillais Psy 4 de la rime, sorti le 27 septembre 2005. Cet album est la suite de Block Party, précédent opus du groupe, et débute par le titre « Voilà » qui reprend la fin du morceau « Jamais j'oublierai » en introduction. La liste des chansons débute par la piste 15 et se termine par la piste 30.   
Cet album est certifié « Disque d'or » deux mois après son lancement en dépassant les 100 000 exemplaires vendus.

## Liste des titres
| 1.    | Voilà                                       | Soprano Alonzo Vincenzo | Soprano                     | 4:15 |
| 2.    | Le Monde est...                             | Soprano Alonzo Vincenzo | Soprano                     | 5:25 |
| 3.    | Ici                                         | Soprano Alonzo Vincenzo | Zenn et Baron               | 4:48 |
| 4.    | Effet de style, effet de mode               | Alonzo Soprano Vincenzo | Sya Styles                  | 4:00 |
| 5.    | Civil                                       | Vincenzo Soprano Alonzo | Sya Styles                  | 5:31 |
| 6.    | Comme une bouteille à la mer (solo Soprano) | Soprano                 | Soprano                     | 3:44 |
| 7.    | El Barrio                                   | Vincenzo Alonzo Soprano | Sya Styles                  | 3:21 |
| 8.    | Justicier                                   | Soprano Alonzo Vincenzo | Soprano                     | 5:30 |
| 9.    | Ayie mama                                   | Soprano Alonzo Vincenzo | Sya Styles                  | 5:37 |
| 10.   | Au front                                    | Soprano Alonzo Vincenzo | Sya Styles                  | 3:35 |
| 11.   | La Vie m'a appris                           | Vincenzo Alonzo Soprano | Sya Styles                  | 5:29 |
| 12.   | Psy4                                        | Alonzo Vincenzo Soprano | Sya Styles                  | 3:58 |
| 13.   | Zone de quarantaine (solo Vincenzo)         | Vincenzo                | Sya Styles                  | 3:49 |
| 14.   | À l'instinct                                | Soprano Vincenzo Alonzo | Sya Styles                  | 4:29 |
| 15.   | Enfants de la lune (featuring Ana Torroja)  | Vincenzo Alonzo Soprano | José Maria Cano, Sya Styles | 4:34 |
| 16.   | Dans les bras de Gabriel                    | Alonzo Soprano Vincenzo | Sya Styles                  | 4:40 |
| 72:38 |                                             |                         |                             |      |

## Clips
1. Le Monde est...
2. Enfants de la Lune feat. Ana Torroja
3. Effet de style, effet de mode ~ Ayie Mama
4. Au Front (live)